# Подольченко Євген Юрійович
Євген Юрійович Подольченко (нар. 7 лютого 1988, Солігорськ) – білоруський шахіст, гросмейстер від 2010 року.

## Шахова кар'єра
Першого успіху на міжнародному турнірі досягнув у 2006 році, поділивши 3-тє місце у Львові. 2007 року переміг на міжнародному чемпіонаті Малопольщі, який відбувся в Кракові, а також поділив 1-ше місце у Мінську. 2008 року поділив 2-ге місце (позаду Дмитра Андрєйкіна, разом із, зокрема, Олексієм Федоровим) на турнірі за швейцарською системою Inautomarket Open в Мінську, виконавши першу гросмейстерську норму, а на іншому турнірі у цьому місті посів 1-ше місце. 2010 року досягнув найбільшого успіху в кар'єрі, ставши в Мінську чемпіоном Білорусі. На тому турнірі виконав другу гросмейстерську норму, а третю – під час чемпіонату Європи в Рієці. Також у 2010 році дебютував у складі національної збірної на шаховій олімпіаді в Ханти-Мансійську.
Найвищий рейтинг Ело в кар'єрі мав станом на 1 травня 2010 року, досягнувши 2523 очок займав тоді 9-те місце серед білоруських шахістів.

## Зміни рейтингу
| На цьому місці має відображатися графік чи діаграма, однак з технічних причин його відображення наразі вимкнено. Будь ласка, не видаляйте код, який викликає це повідомлення. Розробники вже працюють для того, щоби відновити штатне функціонування цього графіка або діаграми. | |
| | На цьому місці має відображатися графік чи діаграма, однак з технічних причин його відображення наразі вимкнено. Будь ласка, не видаляйте код, який викликає це повідомлення. Розробники вже працюють для того, щоби відновити штатне функціонування цього графіка або діаграми. |